# Orumíje
Orumíje (též Urmia, Urmie, persky ارومیه‎, ázerbájdžánsky اورمو / اورمیه, kurdsky ورمێ, dříve známé jako Rezáíje, persky رضائیه‎) je město v severozápadním Íránu a hlavní město provincie Západní Ázerbájdžán. Leží v nadmořské výšce 1332 metrů na západním břehu Urmijského jezera. V polovině roku 2006 měla Urmia 736 224 obyvatel, od roku 1991 se počet lidí, žijících ve městě více než zdvojnásobil.

## Etymologie
Název Orumíja je složenina dvou slov: Ur, což v sumerštině znamená město a mia, což je aramejsky voda. Orumíja/Urumia tedy znamená Vodní město.[zdroj?]

## Obyvatelstvo
Město obývají převážně Azerové, dále jsou zde menšiny, tvořené Kurdy, asyrskými křesťany a Armény.

## Školství
Ve městě sídlí campus univerzity Al Zahra, určené výhradně pro studium žen. Jejím hlavním sídlem je Teherán.

## Osobnosti
- Helly Luv (* 1988) – kurdská zpěvačka, stoupenkyně nezávislého Kurdistánu